# Boarmia glaucocinctella
Boarmia glaucocinctella är en fjärilsart som beskrevs av Embrik Strand 1917. Boarmia glaucocinctella ingår i släktet Boarmia och familjen mätare. Inga underarter finns listade i Catalogue of Life.